# Estheria iberica
Estheria iberica là một loài ruồi trong họ Tachinidae.